# Torkolat
A torkolat (vagy folyótorkolat) az a hely, ahol egy folyó egy tóba, tengerbe ömlik (kivételt képez a szárazföldi deltatorkolat (pl: Okavango-delta). Két típusa a tölcsértorkolat és a deltatorkolat.
A folyótorkolatok a Föld legproduktívabb ökoszisztémái közé tartoznak.

## Deltatorkolat

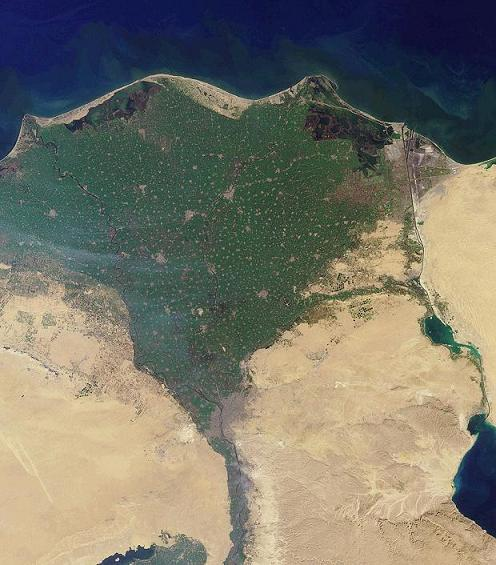
A Nílus deltatorkolata

A deltatorkolat valamely folyam tengerbe ömlésénél az iszap lerakódása által keletkezett, nagyjából háromszög alakú szárazföld. Ha a tenger árapálya csekély, akkor deltatorkolat alakul, mint például a Duna esetében.

### Kialakulás
Leginkább olyan folyóvizek torkolatánál képződik, melyek nem a nyílt óceánba, hanem valamely beltengerbe vagy olyan tengeröbölbe ömlenek, ahol a dagály és apály közötti különbség csekély. Ott ugyanis, ahol a dagály magasra emelkedik az árhullám behatol a folyóba és vizét felduzzasztja, aminek következtében az apálykor beálló vízszintsüllyedés azután erős áramlást idéz elő a folyóból a tenger felé, melynek fenekét mintegy kisöpri. A dagály által visszatorlaszolt folyóvíz elejt ugyan hordalékából, miért is szabályozatlan állapotban az ilyen folyók legalsó szakasza zátonyok képzésére és egyéb elfajulásokra hajlandó; de egyrészt éppen azért, mert a víz már a torkolat fölött megszabadul hordalékának egy részétől, másrészt pedig azért, mert az ár és apály változása és ezzel együtt a folyásnak apálykor beálló meggyorsulása legerősebb a torkolatnál, itt nem képződnek szigetek. Másképp alakul ez az ár-apály nélküli tengerekbe ömlő folyóknál. Ezek hordaléka – a víz folyása mindinkább lassabbodván a betorkolás után – lerakódik és ott marad, mert itt hiányzik az apálykor előálló öblítési folyamat. Minthogy pedig a folyó a legtöbb és legsúlyosabb hordalékot sodrának irányában szállítja: ennélfogva itt nő leggyorsabban a lerakodás és teteje itt emelkedik legmagasabbra; míg egyszer valamely hosszan tartó árvíz annyira felnöveli, hogy magasabb lesz a folyó kisvizénél, amely így rákényszerül, hogy a széleken  új medret képezzen magának, és két ágra szakadva ömöljön  a tengerbe. A lerakodás alakja ennek folytán  némileg hasonlóvá válik egy háromszöghöz - az elnevezés erre, a görög betű, a „delta” (Δ) alakjára utal.

### A főág
Akár egyenlő maradjon a két ág vezetőképessége, akár pedig a helyi viszonyok folytán csak az egyik fejlődjék főággá, az előbb leírt folyamat ismétlődik majd ismét ismét évszázadokon át. A torkolatnál megint zátony, majd sziget képződik, mely ismét a folyó sodra, közepe irányában nő leggyorsabban s ez újból két ágra szakad. Midőn pedig ily módon folyásának irányában már messzire feltöltötte a tengert: oldalvást gyakran könnyebb és közelebb lefolyást talál ebbe és itt készít magának új medret. A deltaképződésnek nagy hátrányai vannak. Az iszaplerakódás következtében a folyó feneke a tenger felé folytonosan emelkedik, úgyhogy nagyobb hajók egyáltalán nem juthatnak be. Másrészt annak következtében, hogy a folyó maga előtt szüntelenül feltölti a tengert, a torkolat eredeti helyétől mindig beljebb halad: a folyó hossza tehát egyre növekedvén, a víz szintje emelkedni kénytelen. A Pó p. még a történelmi időszak kezdetén Adria városnál ömlött a hasonnevű tengerbe, holott torkolata most 22 km-re van attól. Míg tehát azelőtt a Pó vízszintje már a város mellett elérte a tenger szintjét, addig most csak 22 km-rel odább szállhat le addig. A deltát képező folyók vízszintje tehát a legalsó szakaszon folytonosan emelkedik, mert a régi torkolat helyén való emelkedés egy bizonyos távolságra fölfelé is visszahat. A deltaképződés ez utóbbi káros hatását megszüntetni nem lehet. E hatás rendkívül lassú, csakis évszázadok alatt válik jelentékenyebbé és így most még csak ama folyóknál kell ellene küzdeni, melyeknek szabályozása – mint például a Póé – már szintén több évszázad óta folyik. A hajózáshoz szükséges vízmélységet úgy szokták előállítani, hogy az e célra kiképezendő ágat párhuzamos töltések közé veszik, melyeket egész a folyás előtt levő zátonyig meghosszabbítanak. Az ily módon összeszorított folyóvíz eleven ereje – ha a párhuzamos töltések távolsága el van találva – rendesen elegendő a kellő vízmélység előállítására és fenntartására; de a kitűzött cél gyorsabb elérése végett kotrógépeket is szoktak alkalmazni. Így járt el 1856-ban összeállított Európai Dunaszabályozási Bizottság az ún. Szulina-ág hajózhatóvá tétele céljából; valamint James Buchanan Eads is a Mississippi torkolatának szabályozásánál. Az ún. déli torkolatot az előtte levő zátonyig érő 4,5 km hosszú, végeik felé kissé összetartó töltések közé fogta, minek következtében az addig 2,5 m vízmélység 7 m-en is felülemelkedett, illetve a folyó ennyire mélyítette le fenekét. Ez sokkal lassabb, mint a tölcsértorkolat.

### Jellemzői
A delták földje keletkezésüknél fogva rendkívül termékeny; azonban legtöbbször mocsarakkal és elhagyott mederrészekkel van tele, s általában a folyó és a tenger áradásai ellen csak nehezen védelmezhető.
Példák:
- Nílus
- Duna
- Pó
- Gangesz
- Mekong

## Tölcsértorkolat

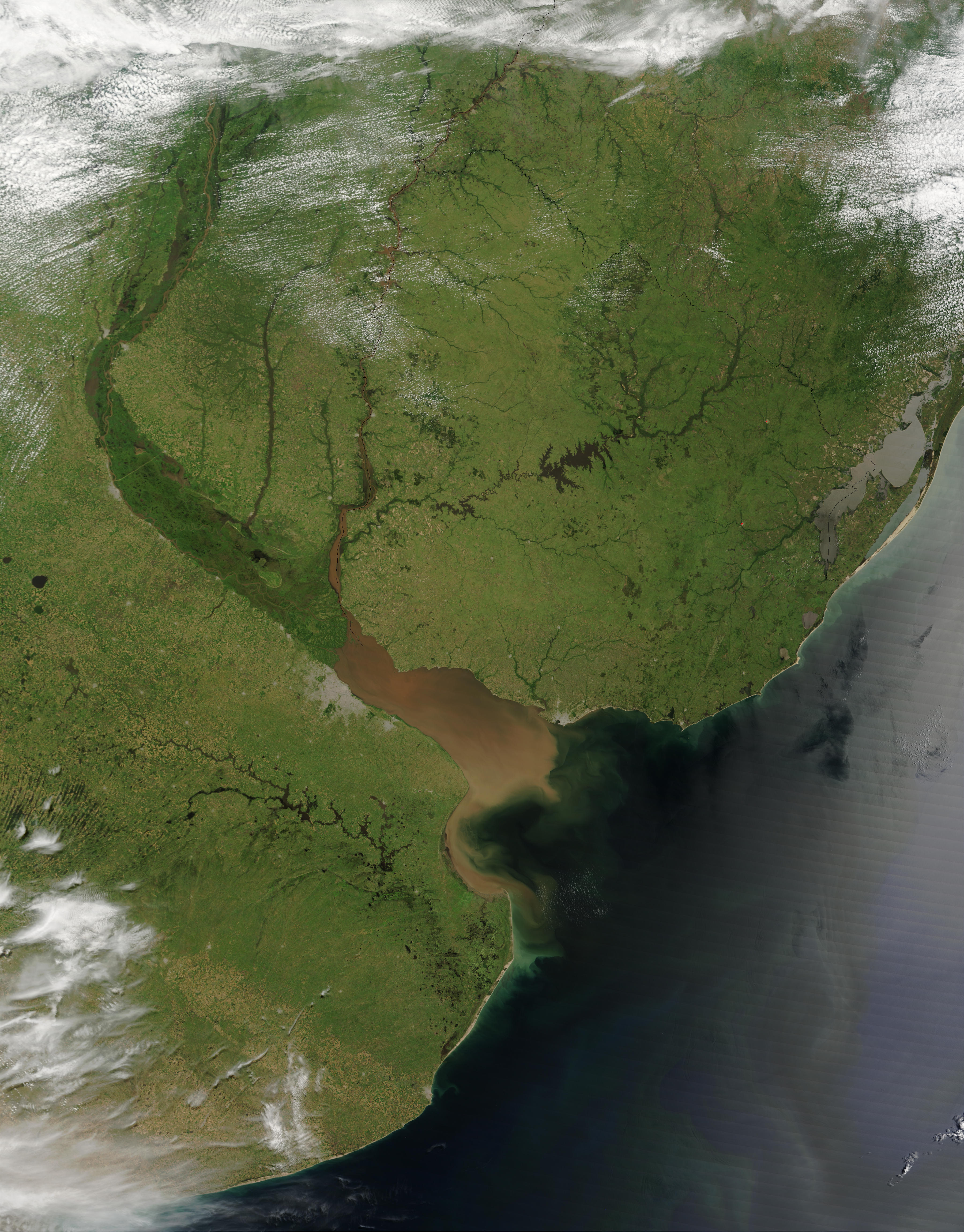
A La Plata tölcsértorkolat

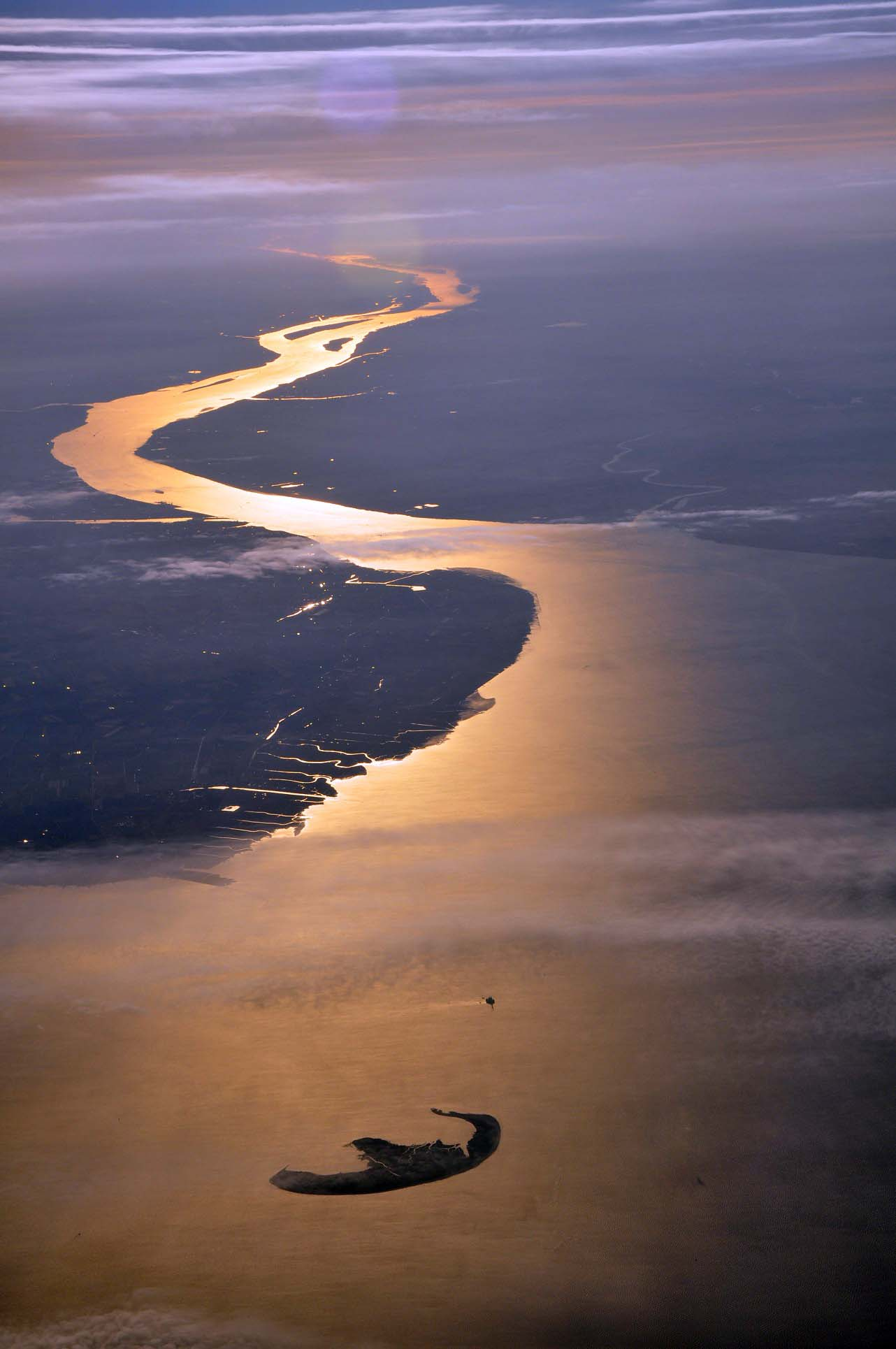
Az Elba tölcsértorkolata

A tölcsértorkolat (latinul estuarium) nagy tengerjárású tengerekbe, öblökbe ömlő folyók, mély vizű, a tenger felé kiszélesedő torkolattípus.

### Kialakulása
Úgy alakul ki, hogy a folyó hordaléka nem rakódik le a torkolatnál, ugyanis a dagálykor a  folyón felhatoló víztömeg az apálykor visszahúzódva magával sodorja a tengerbe a hordalékot. Ennek következtében a tengerjárás mélyíti, szélesíti a torkolatot és kedvező feltételeket teremt a hajózás és a kikötés számára.
Példák:
- La Plata (a legnagyobb tölcsértorkolat)
- Szent Lőrinc-folyó
- Elba
- Temze